# HexaTrek
L'HexaTrek est un sentier de longue randonnée de France qui traverse le pays du nord-est au sud-ouest via ses principaux massifs montagneux. Partant de Wissembourg à la frontière allemande, il traverse les massifs des Vosges, du Jura, des Alpes du Nord, du Massif central et des Pyrénées pour arriver à Hendaye sur l'océan Atlantique non loin de la frontière espagnole après 3 034 kilomètres parcourus et 136 000 à 138 000 mètres de dénivelé positif cumulé,, ; elle est qualifiée de « plus longue randonnée de France »,. Ce trek tire son nom de l'Hexagone, locution servant à désigner la France.

## Tracé
L'itinéraire longe les frontières orientales de la France avant de traverser en diagonale le quart Sud-Est du pays via le Massif central pour ensuite longer les frontières méridionales jusqu'à l'océan Atlantique,.
Il part de la frontière entre l'Allemagne et la France à Wissembourg et traverse le massif des Vosges du nord au sud. Une fois franchie la trouée de Belfort, il passe dans le massif du Jura qu'il quitte via la Suisse avec une traversée du Léman entre Nyon et Yvoire où il revient en France. Les Alpes du Nord sont arpentées avec quelques courtes incursions en Suisse (col d'Ugeon, pointe des Mossettes, le Vieux Émosson et Émosson), notamment la vallée de Chamonix, les massifs de la Vanoise et des Écrins ainsi que le plateau du Vercors. La vallée du Rhône est franchie au niveau du défilé de Donzère et le Massif central est rejoint par les gorges de l'Ardèche. Se succèdent les Cévennes, les gorges du Tarn, les causses Méjean, Noir et du Larzac ainsi que les massifs Caroux-Espinouse et de la montagne Noire. Après un passage par Carcassonne, les Pyrénées sont traversées d'est en ouest du Canigou à Hendaye avec quelques courtes incursions dans le Nord d'Andorre (Estanys de Juclà, parc naturel de Sorteny) et en Catalogne (Estany de Romeldo de Dalt, parc naturel de l'Alt Pirineu), en Aragon (Astún, lac d'Estaens, Ibón de l'Acherito) et en Navarre (pic d'Arlas).
Le parcours est découpé en six grandes étapes, :
- étape 1 « le Grand Est » : 670 kilomètres, 21 200 mètres de dénivelé positif cumulé entre Wissembourg et Nyon ;
- étape 2 « Alpes du Nord » : 382 kilomètres, 22 500 mètres de dénivelé positif cumulé entre Yvoire et le col du Lautaret ;
- étape 3 « Hautes Alpes » : 497 kilomètres, 26 800 mètres de dénivelé positif cumulé entre le col du Lautaret et le défilé de Donzère ;
- étape 4 « Gorges et Causses » : 514 kilomètres, 14 300 mètres de dénivelé positif cumulé entre le défilé de Donzère et Carcassonne ;
- étape 5 « Pyrénées Est » : 532 kilomètres, 30 600 mètres de dénivelé positif cumulé entre Carcassonne et Bourisp ;
- étape 6 « Pyrénées Ouest » : 437 kilomètres, 22 600 mètres de dénivelé positif cumulé entre Bourisp et Hendaye ;

L'itinéraire emprunte en partie 47 sentiers de grande randonnée, traverse 14 parcs naturels et peut être réalisé en trois à cinq mois,,,.

## Histoire
L'idée est lancée en septembre 2021 avec une campagne de financement participatif par deux passionnés de randonnée originaires de Chamonix-Mont-Blanc et de Toulouse, notamment après que l'un deux a parcouru le Pacific Crest Trail,. L'itinéraire est officiellement créé en 2022.

## Fréquentation
En 2022, 200 personnes s'engagent dans l'HexaTrek et 120 personnes le terminent. En 2023, ils sont environ 300 à le parcourir et 600 à 700 d'entre eux sont attendus pour 2024.
Les randonneurs sont secondés par une application mobile qui inclut entre autres la trace GPS ainsi que la réglementation concernant le bivouac, la présence de points d'eau, les lieux de ravitaillement, les sites d'intérêt, etc,,,.